# جون‌ایچیرو تاماکی
کانجی آمائو (به ژاپنی: 玉木潤一郎 Junichiro Tamaki)، تولد ۲۱ ژانویه سال ۳۴ دوره میجی - مرگ ۹ مارس ۱۹۶۸ میلادی، تهیه‌کننده فیلم ژاپنی بود. از جمله فیلم‌هایی که او به عنوان تهیه‌کننده در آن شرکت داشته است، می‌توان از ۱۳ آدم‌کش (فیلم ۱۹۶۳) نام برد.

## حرفه
او از سنین پایین به تئاتر علاقه داشت و اولین بازی خود را در تئاتر مومی-زا در اوساکا انجام داد. در سال ۱۹۲۴، به بخش بازیگری توآ کینما پیوست. او به ماکینو پروداکشنز تغییر شغل داد و در چندین نمایش ظاهر شد. در سال ۱۹۲۸، بازیگری را رها کرد و به عنوان رئیس بخش تبلیغات چیزو پروداکشنز، رئیس نیپون انگی کانسای تسوشین و مدیر عامل تسوشین گوشا خدمت کرد. در سال ۱۹۴۷، قبل از اینکه تهیه‌کننده شود، رئیس بخش تبلیغات تویوکو فیلمز (توئی) شد. او عمدتاً روی فیلم‌هایی با بازی کاتاوکا چیزو کار می‌کند. او نویسنده کتاب «ظهور و سقوط فیلم‌های ژاپنی» است.